# Densidade lítica equivalente
Densidade lítica equivalente (DLE) é um cálculo vulcanológico usado para estimar o volume da erupção. Uma das medidas amplamente aceitas do tamanho de um erupção histórica ou pré-histórica é o volume de magma expelido como pedra-pomes e cinzas vulcânicas, conhecidas como piroclasto durante uma fase explosiva da erupção, ou o volume de lava extrusiva durante uma fase efusiva da erupção vulcânica. Volumes de erupção são comumente expressos em quilômetros cúbicos (km3).
Estimativas históricas e geológicas de volumes piroclásticos são geralmente obtidas pelo mapeamento da distribuição e espessura dos depósitos piroclásticos no chão após a erupção acabar. Para explosões vulcânicas históricas, outras estimativas devem ser feitas dado que os depósitos podem mudar significativamente ao longo do tempo por outros processos geológicos, incluindo erosão. Volumes piroclásticos medidos desta forma podem então ser corrigidos para os espaços vazios (vesículas — bolhas dentro das pedra-pomes, espaços vazios entre peças individuais de pedra-pomes ou cinza) para obter uma estimativa do volume original do magma expelido. Esta correção pode ser feita pela comparação da densidade a granel do depósito com a densidade conhecida do tipo de pedra original livre de gás que se forma sobre o piroclasto. O resultado é referido como densidade lítica equivalente do volume da erupção.
Cálculos de densidade-lítica equivalente podem também ser usados para medir o tamanho das erupções vulcânicas sobre outros corpos planetários, como Marte. Contudo, o desafio de fazer estas estimativas é estimar com precisão a densidade do depósito piroclástico ou a densidade lítica, medindo a espessura do piroclasto, determinando se o piroclasto está relacionado com a erupção estudada ou se a uma próxima, e estimar mudanças resultantes de outros processos geológicos que podem ser menos compreendidos do que os da Terra.
Estudos significativos da densidade lítica equivalente da erupção minoica da Idade do Bronze em Santorini forneceram datas aos arqueólogos que os ajudaram a compreender melhor os efeitos da erupção sobre o desenvolvimento de várias civilizações incluindo o Antigo Egito e as civilizações do mar Egeu. Através de uma análise cuidadosa das pedras-pomes e depósitos de cinzas (incluindo amostras de números no mar profundo), pesquisadores tem sido capazes de fazer estimativas do volume pela densidade lítica equivalente para cada uma das grandes erupções do Tera.